# DsRNA
Dubbelstrengs RNA (dsRNA) is RNA met twee complementaire strengen, vergelijkbaar met DNA. dsRNA is het genetische materiaal van sommige virussen (dubbelstrengs RNA-virussen, zoals Reovirussen). Dubbelstrengs RNA zoals viraal of siRNA kan een RNA-interferentie reactie bij eukaryoten veroorzaken, als ook een reactie met interferon bij gewervelden.